# Meulebeke
Meulebeke är en kommun i Belgien.   Den ligger i provinsen Västflandern och regionen Flandern, i den västra delen av landet, 70 km väster om huvudstaden Bryssel. Antalet invånare är 11 107.
Trakten runt Meulebeke består till största delen av jordbruksmark. Runt Meulebeke är det tätbefolkat, med 427 invånare per kvadratkilometer.